# La Madeleine (Noorderdepartement)
La Madeleine is een gemeente in het Franse Noorderdepartement in de regio Hauts-de-France. De gemeente telde 22.161 inwoners op 1 januari 2022 en maakt deel uit van het arrondissement Rijsel. De gemeente ligt net ten noorden van stad Rijsel en tegenwoordig volledig verstedelijkt binnen de Rijselse agglomeratie. Ten westen loopt de rivier de Deule.

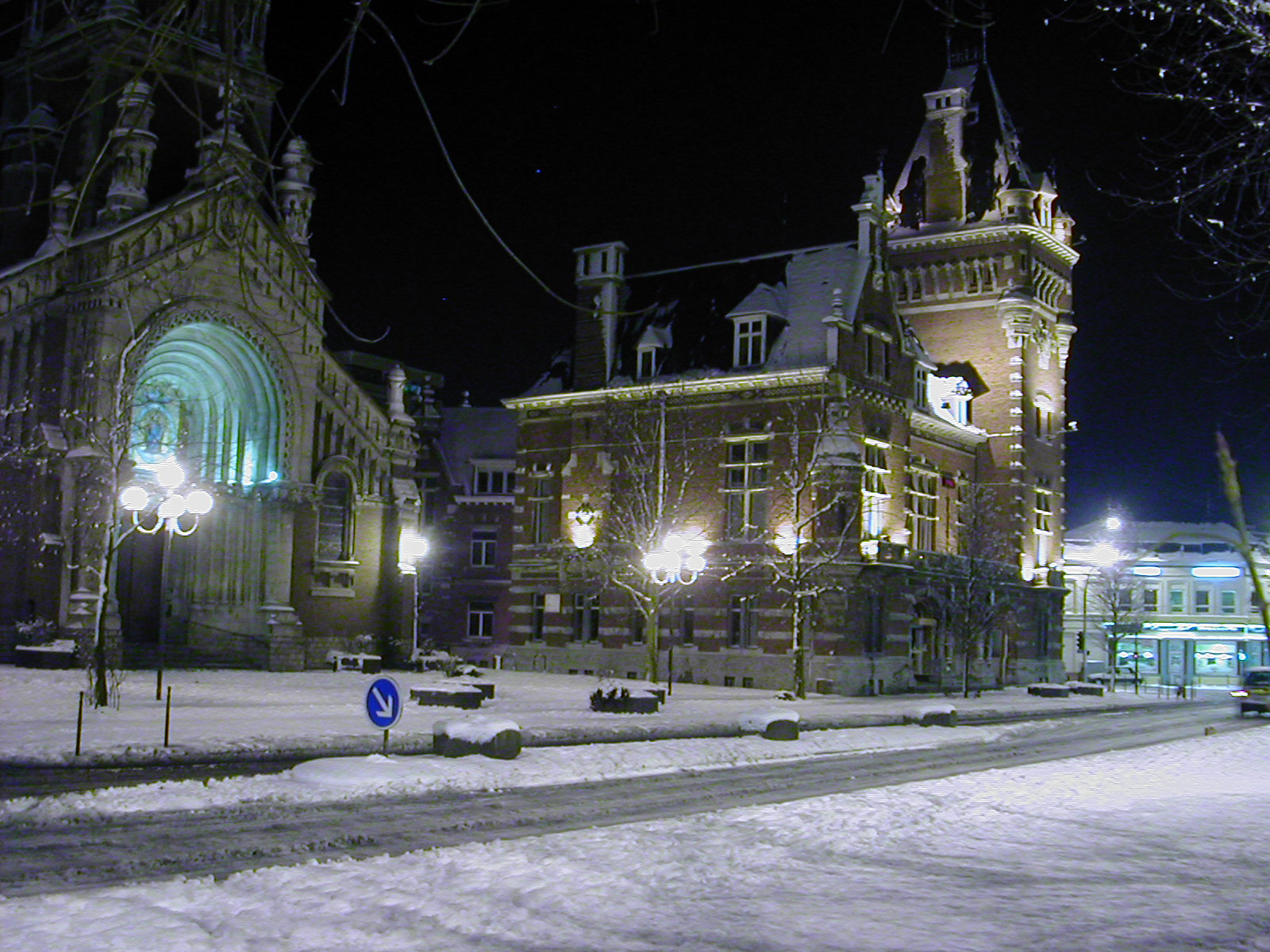
Kerk en gemeentehuis van La Madeleine

## Geografie
De oppervlakte van La Madeleine bedroeg op 1 januari 2022 2,84 vierkante kilometer; de bevolkingsdichtheid was toen 7.803,2 inwoners per km².

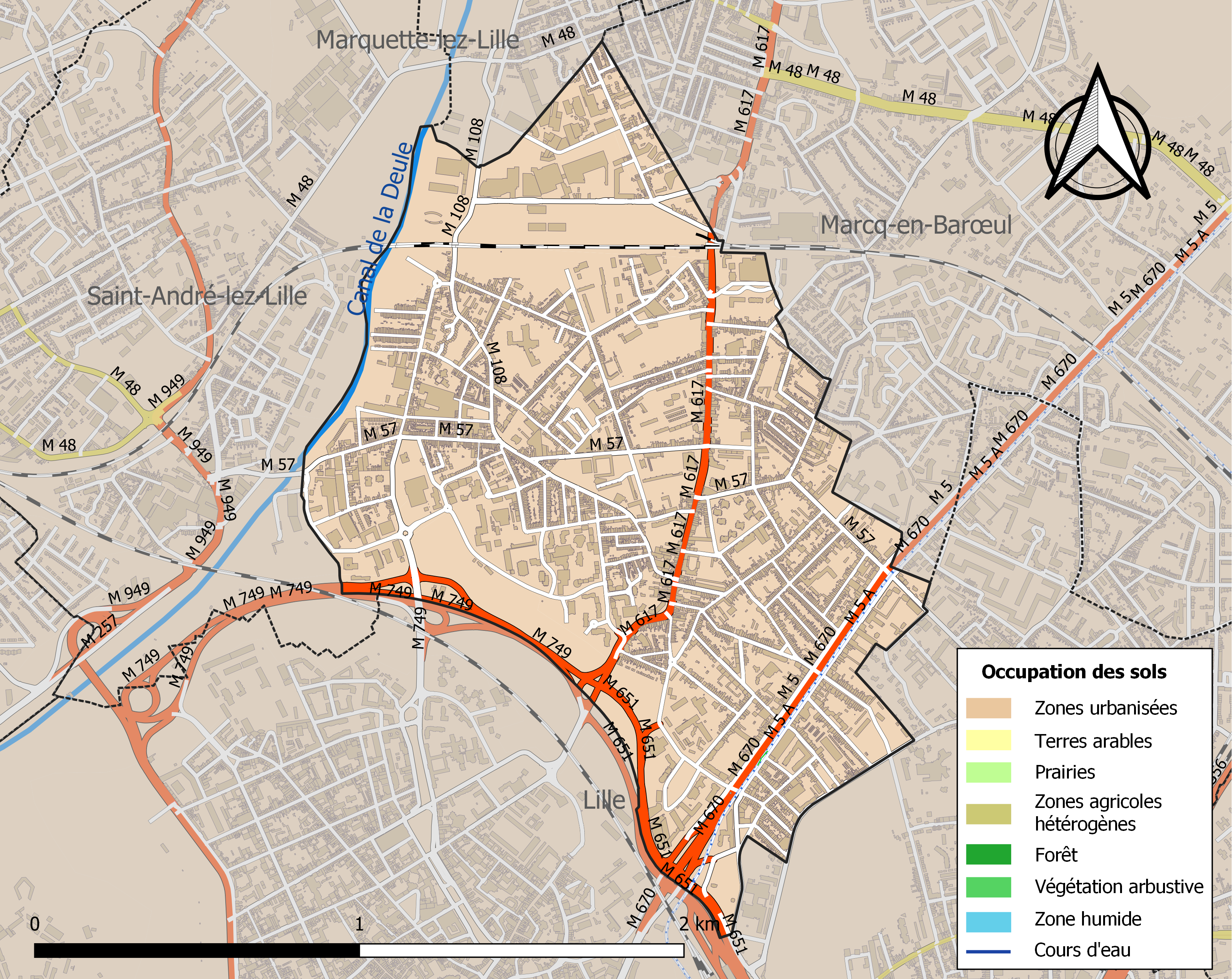
Kaart van de gemeente met belangrijkste infrastructuur, bodemgebruik en omliggende gemeenten

## Bezienswaardigheden
- de Église Notre-Dame de Lourdes
- de Église Sainte-Marie-Madeleine

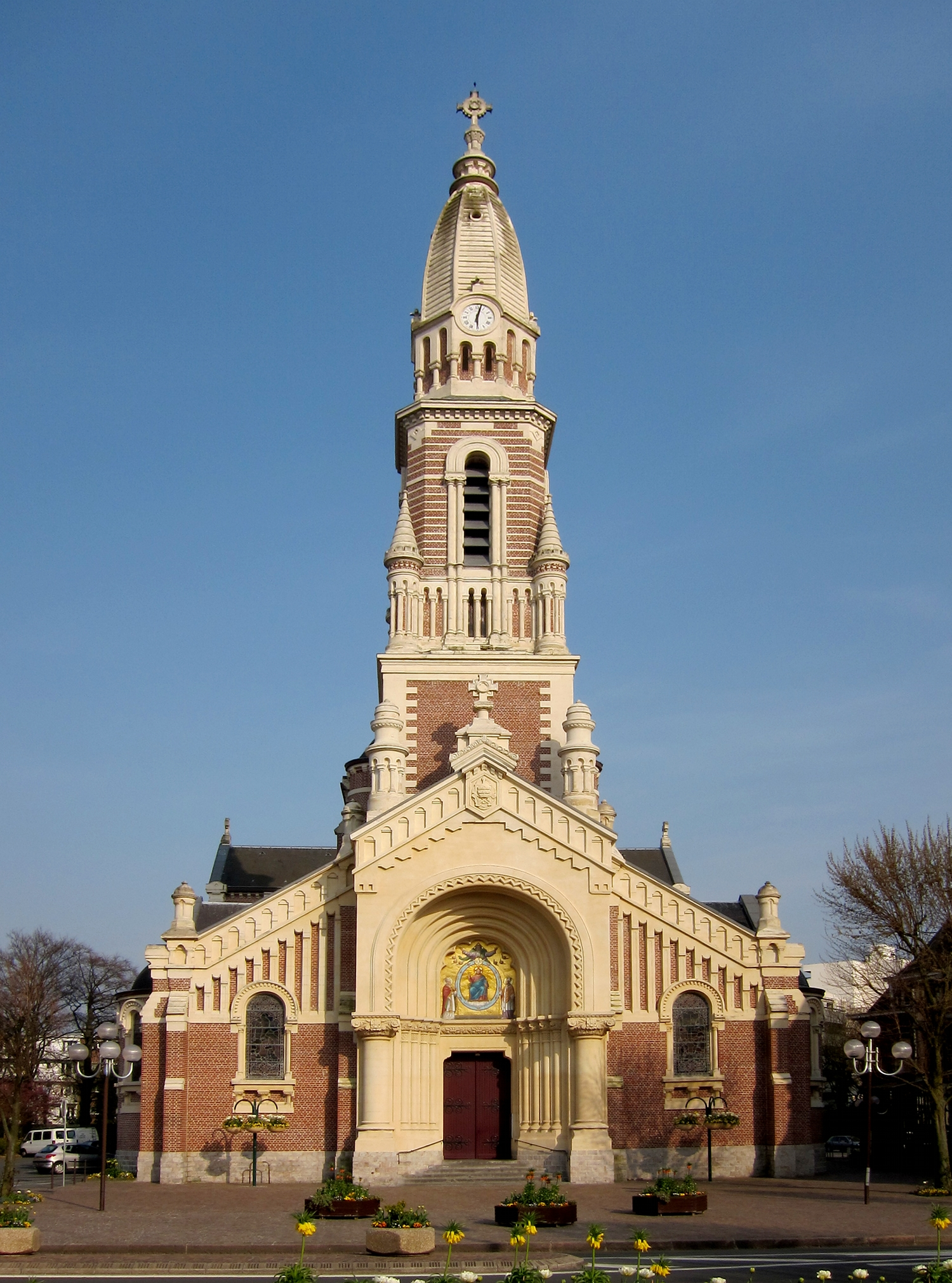
Église Sainte-Marie-Madeleine

- de Église Saint-Vital uit 1983 in de wijk Berkem

## Demografie
Onderstaande figuur toont het verloop van het inwonertal (bron: INSEE-tellingen).

## Verkeer en vervoer
Het station La Madeleine staat langs de spoorlijn Rijsel - Les Fontinettes. Hier takt de spoorlijn La Madeleine - Komen af.

## Geboren in La Madeleine
- Jean-Daniel Pollet (1936-2004), filmregisseur